# Iwan Iwanowitsch Bezkoi

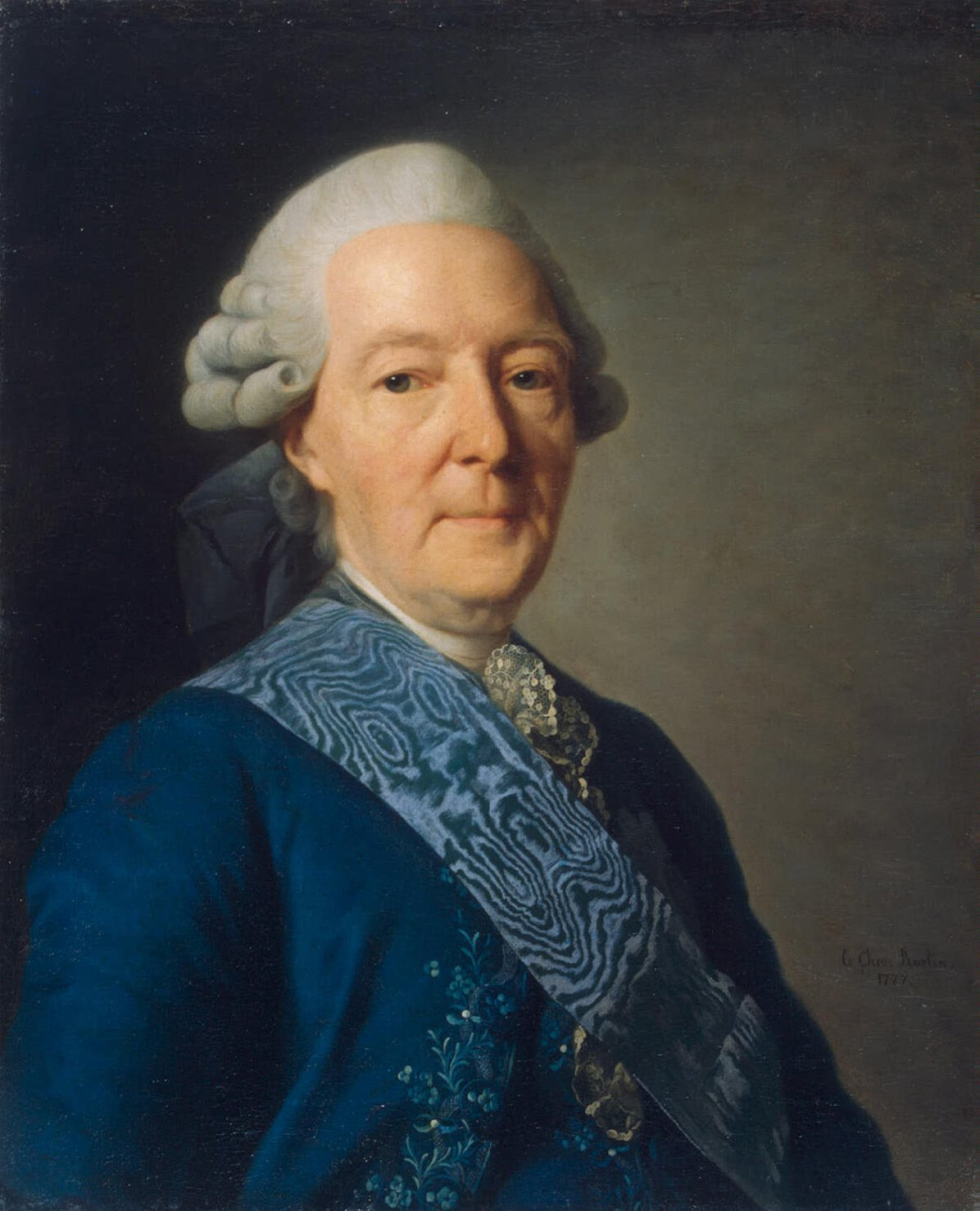
Porträt von Iwan Iwanowitsch Bezkoi von Alexander Roslin (1777)
Sankt Petersburg, Eremitage Museum

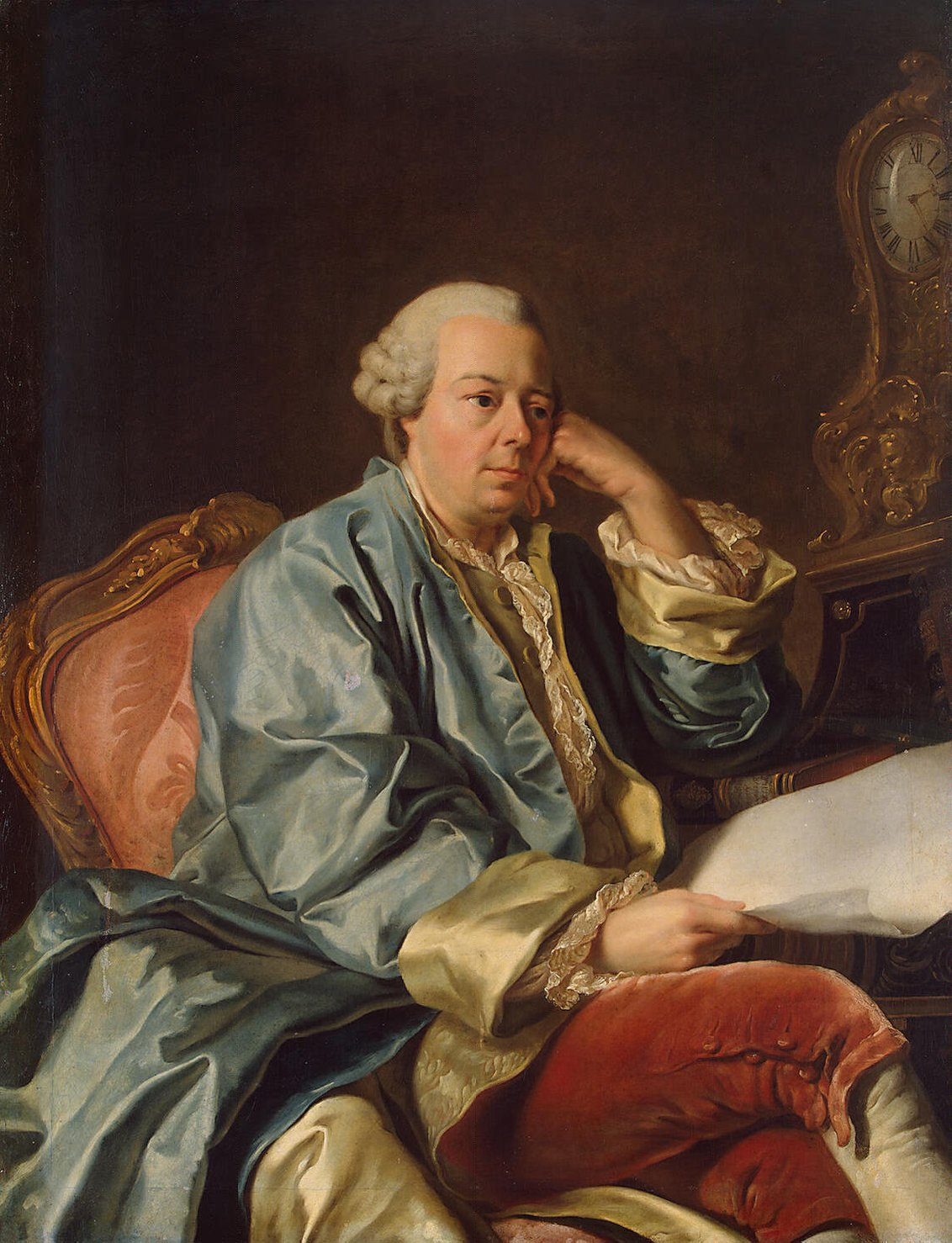
Iwan Iwanowitsch Bezkoi. Gemälde von Alexander Roslin

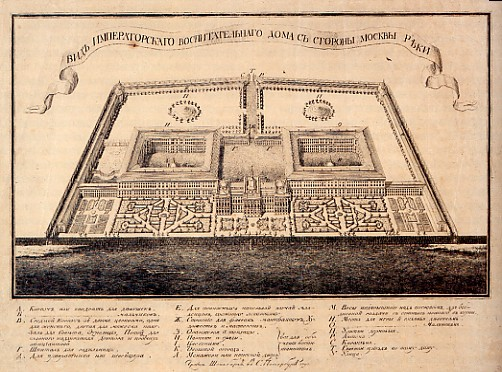
Der Plan von Betskoi für das Findelhaus in Moskau.

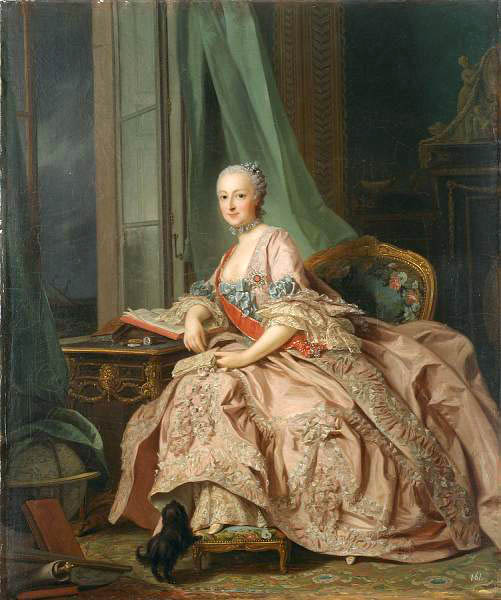
Anastassija Trubezkaja, Erbprinzessin von Hessen-Homburg in zweiter Ehe, die Schwester von Betskoi

Iwan Iwanowitsch Bezkoi (russisch Ива́н Ива́нович Бецко́й; * 14. Februar 1704 in Stockholm; † 11. September 1795 in Sankt Petersburg) war ein russischer Schulreformer und Berater für Bildung von Katharina II. Er war 30 Jahre lang von 1764 bis 1794 Präsident der Russischen Kunstakademie.

## Leben und Wirken
Bezkois Eltern waren Iwan Jurjewitsch Trubezkoi (1667–1750), ein russischer Feldmarschall, und dessen schwedische Geliebte, eine Baroness von Wrede. Bezkois Nachname war die Kurzform des Nachnamens seines Vaters, wie es für uneheliche Kinder damals nicht unüblich war. Als einer der ersten diente sein Vater im Preobraschensker Leib-Garderegiment bis 1693 als Hauptmann. Ein Jahr später wurde er zum Oberstleutnant ernannt. Während des Großen Nordischen Krieges geriet er in schwedischer Kriegsgefangenschaft; in den nächsten 18 Jahre blieb er in Schweden. Später erlaubte Karl XII., dass Trubezkois Ehefrau, Irina Naryschkina (1671–1749) zu ihrem Mann kommen konnte, um mit ihm in Schweden leben zu können.
So wurde Iwan Bezkoi in Stockholm geboren. Seine ersten militärischen Unterweisungen erhielt er von seinem Vater, zur weiteren Ausbildung schickte man ihn auf eine Militärakademie nach Kopenhagen um dann in einem dänischen Kavallerie-Regiment zu dienen. Während eines Übungsritts wurde er vom Pferd geworfen und erheblich verletzt, dies zwang ihn offenbar seine militärische Laufbahn aufzugeben. Er reiste lange Zeit durch Europa und verbrachte die Jahre 1722 bis 1726 „für die Wissenschaft“ in Paris, wo er gleichzeitig Sekretär des russischen Botschafters war.
Er machte Bekanntschaft mit der Herzogin Johanna Elisabeth von Schleswig-Holstein-Gottorf, Mutter der späteren Kaiserin Katharina II. 1729 berief ihn sein Vater, Feldmarschall Trubetskoy, der keine anderen Söhne hatte, nach Russland zurück. Zuerst diente er als Adjutant seines Vaters, und bald schon im Kollegium für auswärtige Angelegenheiten, von wo aus er oft als Kurier nach Berlin, Wien und Paris geschickt wurde.
Eine Palastrevolution im Jahre 1741 brachte Elisabeth Petrowna an die Macht, die Tochter Peters des Großen. Sie löste die Regentin Anna Leopoldowna und ihren Günstling Ernst Johann von Biron ab. Bezkoi war mit dem Preobraschenski-Regiment am Putsch beteiligt und half so Elisabeth.
Der dankbare Kaiserin beförderte ihn zum Generalmajor und bat ihn der Johanna Elisabeth von Schleswig-Holstein-Gottorf zu dienen. Im Januar 1744 reisten Johanna Elisabeth von Schleswig-Holstein-Gottorf und ihre Tochter Sophie Auguste Friederike von Anhalt-Zerbst-Dornburg nach Russland. Die Prinzessin heiratete im folgenden Jahr den russischen Thronfolger, Großfürst Peter Fjodorowitsch. Mehrfach beteiligte sich die Zerbster Fürstin Johanna Elisabeth an den Intrigen des Hofes und spionierte für den Preußenkönig Friedrich II., weswegen die Kaiserin ihr schon bald nach der Hochzeit nahelegte, Hof und Land zu verlassen, und den privaten Briefverkehr zwischen Mutter und Tochter untersagte, die offizielle Korrespondenz zwischen beiden lief über den Hofrat Adam Wassiljewitsch Olsufjew. Knapp zwei Jahre nach ihrer Abreise traf Johanna Elisabeth wieder in Zerbst ein.
Bezkoi geriet in den Strudel der Ereignisse um Johanna Elisabeths Ausreise und sah sich insbesondere durch Intrigen des Großkanzlers Alexei Petrowitsch Bestuschew-Rjumin im Jahre 1747 gezwungen, seine Ämter niederzulegen und ins Ausland zu gehen. In den folgenden fünfzehn Jahren lebte er vorwiegend in Paris. Er hielt enge Kontakte zu den Enzyklopädisten, insbesondere zu Jean-Jacques Rousseau. Mit Denis Diderot stand er mindestens in Korrespondenz. Auch fand er Zugang zu den höchsten Kreisen der französischen Aristokratie, den ihm seine einzige Halbschwester Anastasia Iwanowna ebnete.
Nach dem Tod Elisabeths wurde Bezkoi 1762 von Kaiser Peter III. nach Russland zurückgerufen und zum Chef der Kanzlei der kaiserlichen Gebäude und Gärten ernannt, ein Amt, das er auch nach dem Sturz Peters beibehielt. Bei seiner Rückkehr nach Russland brachte Bezkoi zwei Exemplare der siebenbändigen Encyclopédie mit und schenkte sie der Akademie der Künste und der kaiserlichen Bibliothek.
Innerhalb kürzester Zeit wurde Bezkoi Präsident der Akademie der Künste (1763–1793), Kurator der neugegründeten Findelhäuser in Moskau und St. Petersburg (1763–1792), Kurator des Smolny Instituts (1762–1794) und Mitglied im Kuratorium des Landkadettenkorps (1765–1782).
Kaiserin Katharina II. machte Bezkoi zu ihrem Generalbeauftragten für Erziehungsfragen. 1764 legte er sein Konzept „Allgemeiner Erziehungsplan für junge Leute beiderlei Geschlechts“ vor, das Katharina zum Gesetz erhob, ohne konkrete gesetzgeberische Schritte folgen zu lassen. So blieb es nur ein Schritt auf dem mühsamen Weg, Bildung für das gesamte Volk zu ermöglichen. Erstmals in Russland wurde hierin die Erziehung des Individuums, nicht des Untertanen angesprochen. Bezkoi wollte die Kinder möglichst früh vor schädlichen Einflüssen der Eltern schützen, was am ehesten in Erziehungsschulen für Kinder beiderlei Geschlechts (Koedukation) gelänge.
1764 gründete Katharina nach einem Plan Bezkois das Smolny-Institut, ein Internat für Töchter des Adels. 1765 wurde es um eine Abteilung für Mädchen bürgerlicher Herkunft erweitert.
An der Akademie der Künste richtete er eine Internatsschule ein, in der beständig 60 Jungen zu Künstlern ausgebildet wurden und die allen sozialen Schichten offenstand.
1779 wurde Bezkoi zum Ehrenmitglied der Göttinger Akademie der Wissenschaften gewählt.
Die Krönung seiner langen Karriere war die Gründung des ersten einheitlichen russischen Systems für die öffentlichen Bildung. Seine letzte Ruhestätte fand er im Alexander-Newski-Kloster.

## Auszeichnungen
- Orden des Heiligen Alexander Newski (1762)
- Orden des Heiligen Andreas des Erstberufenen (1768)
- Orden des Heiligen Wladimir, 1. Klasse (1782)